# Stockern (Gemeinde Meiseldorf)
Stockern ist eine Ortschaft und eine Katastralgemeinde der Gemeinde Meiseldorf im Bezirk Horn in Niederösterreich.

## Geschichte
Laut Adressbuch von Österreich waren im Jahr 1938 in der Ortsgemeinde Stockern ein Fleischer, zwei Gastwirte, zwei Gemischtwarenhändler, zwei Marktfahrer, eine Milchgenossenschaft, ein Schmied, ein Schneider und zwei Schneiderinnen, zwei Schuster, eine Viehzuchtgenossenschaft und einige Landwirte ansässig.

## Siedlungsentwicklung
Zum Jahreswechsel 1979/1980 befanden sich in der Katastralgemeinde Stockern insgesamt 94 Bauflächen mit 44.389 m² und 119 Gärten auf 110.205 m², 1989/1990 gab es 101 Bauflächen. 1999/2000 war die Zahl der Bauflächen auf 376 angewachsen und 2009/2010 bestanden 158 Gebäude auf 383 Bauflächen.

## Bodennutzung
Die Katastralgemeinde ist landwirtschaftlich geprägt. 454 Hektar wurden zum Jahreswechsel 1979/1980 landwirtschaftlich genutzt und 289 Hektar waren forstwirtschaftlich geführte Waldflächen. 1999/2000 wurde auf 455 Hektar Landwirtschaft betrieben und 282 Hektar waren als forstwirtschaftlich genutzte Flächen ausgewiesen. Ende 2018 waren 441 Hektar als landwirtschaftliche Flächen genutzt und Forstwirtschaft wurde auf 288 Hektar betrieben. Die durchschnittliche Bodenklimazahl von Stockern beträgt 40,3 (Stand 2010).

## Persönlichkeiten
- Kandidus Pontz von Engelshofen (1803–1866), Heimatforscher und Pionier der österreichischen Urgeschichtsforschung